# Roca del Migdia (la Febró)
La Roca del Migdia és una muntanya de 368 metres que es troba al municipi de Pratdip, a la comarca catalana del Baix Camp.